# Ballantinia
Ballantinia é um género botânico pertencente à família Brassicaceae.

## Espécies
- Ballantinia antipoda (F.Muell.) Airy Shaw[1]